# Ostro
Ostro (en haut-sorabe: Wotrow) est un village de Haute-Lusace appartenant à la municipalité de Panschwitz-Kuckau en Saxe orientale (Allemagne). Il fait partie de l'arrondissement de Bautzen et se trouve dans une région qui est le berceau des Sorabes. Sa population était de 279 habitants en 2010.

## Géographie
Le village est situé au sud-ouest de la Haute-Lusace, à 5 km à l'est d'Elstra et à 2 km au sud de Pantschwitz-Kuckau, et à l'ouest de la vallée de la rivière Klosterwasser. Il se trouve entre 183 et 220 mètres d'altitude.

## Histoire

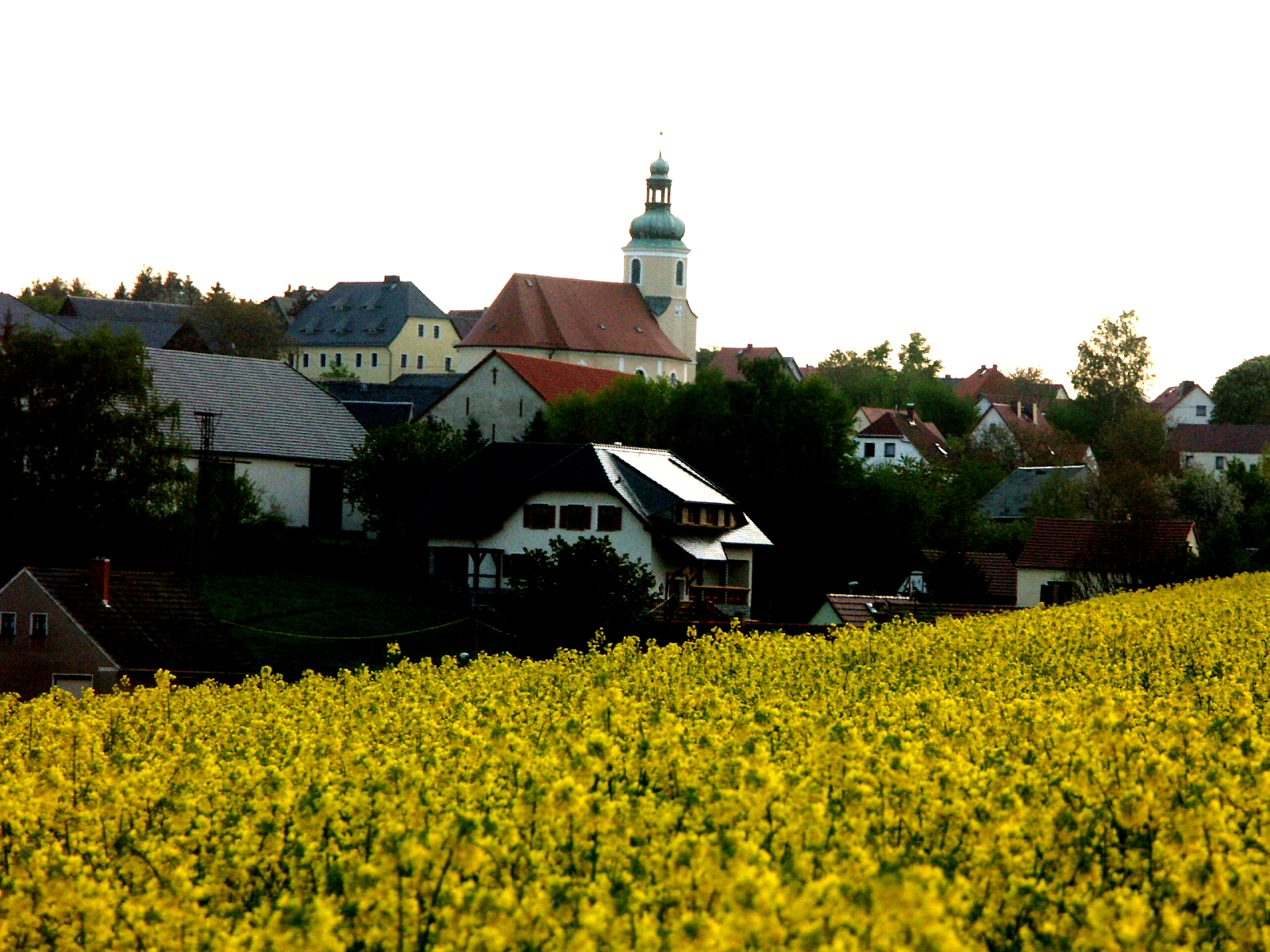
Vue du village.

Un site de la culture de Billendorf (2500 av. J.-C.) datant de l'âge du fer a été découvert près du village. Les ancêtres des Sorabes s'y installent au moment de leur grande migration en provenance de l'est au VIIIe siècle apr. J.-C. Il y construisent une fortification de 2,5 hectares qui devient un site important des Milceni, avant de s'installer dans l'actuelle Bautzen. Le fort est abandonné au XIIe siècle, lorsque l'on construit une tour fortifiée à 150 mètres au sud-est. On peut alors atteindre le village à partir de la future bourgade de Kamenz qui se construit au bord de la Via Regia.
Le village appartient de 1079 à 1559 à la paroisse de Göda ; mais lorsque celle-ci passe à la Réforme protestante, les habitants renouvellent leur attachement au catholicisme. Les Sorabes de Bautzen obtiennent aussi l'église Saint-Pierre, mais elle est simultanée (c'est-à-dire partagée avec les luthériens). Le village est finalement rattaché à la paroisse catholique de Crostwitz, village demeuré aussi catholique. L'évêque Jakob Wosky von Bärenstamm achète un domaine dans le territoire agricole du village en 1755 et fait construire une maison paroissiale et une cure. Le village devient alors un paroisse indépendante avec la construction de l'église Saint-Bennon, achevée en 1772, ainsi qu'une école paroissiale construite en 1764 sur les deniers de l'évêque. Elle est reconstruite en 1836. Une nouvelle école est construite en 1842, agrandie en 1925. Elle sert aujourd'hui de maison communautaire à la communauté villageoise.
Le village avait 287 habitants en 1910 qui parlaient tous le haut-sorabe. Le poète sorabe Jakub Bart-Ćišinski (Jakob Barth en allemand) y est enterré en 1909.
Son nom provient du slave ostrov qui signifie île, l'ancien fort étant en effet placé sur une colline dominant la rivière Klosterwasser qui la longe sur trois côtés.
La procession équestre de Pâques est un événement annuel religieux et identitaire fort suivi.

## Personnalités liées à la ville
- Józef Nowak (1895-1978), écrivain né à Ostro.

## Bibliographie

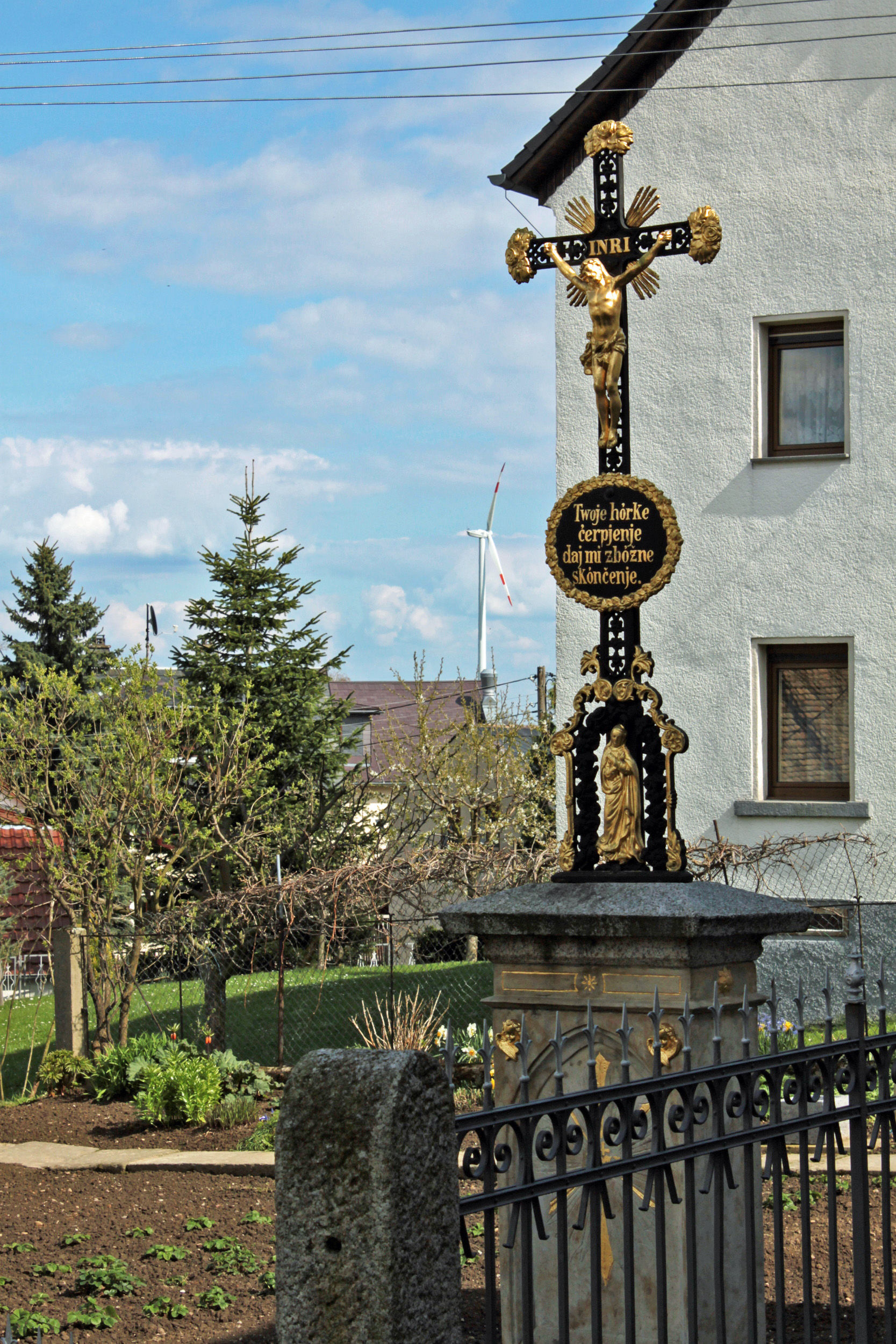
Calvaire typique de la région, à Ostro.